# Кюр-Дили
Кюр-Дили (азерб. Kür Dili) — остров (ранее — коса) в Каспийском море, крупнейший остров Азербайджана. Расположен на востоке Аранского экономического района на расстоянии 150 км к югу от Баку и в 33 км к югу от Нефтчалинского района. Административно восточная часть острова относится к Нефтчалинскому району, а западная — к Ленкоранскому району.

## География
Образовался как остров дельты Куры, расположенной в современности на 35—40 км севернее острова. В XX веке с поднятием вод Каспийского моря полуостров превратился в остров. Климат полупустынный. Часть острова занята заповедником Кызылагадж. У острова равнинный рельеф. Размеры: длина 1180 м, ширина около 5200 м. С востока омывается Каспийским морем, с запада — Кызылагаджским заливом. Площадь острова 43 км². Восточнее расположен остров Кюр-Дашы.

## История
В XX веке из разных частей Российский Империи на остров переселяли русских. В 1911 году на острове был построен маяк, в 1966 году маяк приостановил работу.
В Советском Азербайджане на острове существовали два села: Шираанлы и Кюрдили, в них в общей сложности проживало до 3 тыс. человек. В 1981 году с поднятием вод связь с материком усложнилась, большинство людей покинули остров. По состоянию на 2016 год на острове живут 4 семьи, по национальности все — азербайджанцы. В 2020 году скончался последний житель Кюр-Дили.

## Фауна
В 1929 году в западной части острова был создан заповедник. Природа охраняется в комплексе. В восточной части острова в советское время размещались коневодческие хозяйства. Оставшиеся после их закрытия лошади одичали и размножились. Сегодня их численность доходит до 2000 особей. Так же сообщается, что с годами лошади стали меньше и приземистее, видимо испытывая эффект островной карликовости. 